# Roter-Graben-Talbrücke
Die Roter-Graben-Talbrücke ist eine 132 m lange Eisenbahnbrücke der Schnellfahrstrecke Köln–Rhein/Main. Sie überquert das Biotop Roter Graben im Bereich des Ortsteils Wallrabenstein der hessischen Gemeinde Hünstetten und trägt daher dessen Namen.
Die Brücke nimmt zwei Gleise auf Fester Fahrbahn auf, die planmäßig mit 300 km/h befahren werden können.

## Lage und Verlauf
Die Brücke liegt beim Streckenkilometer 128 der Neubaustrecke, etwa 300 Meter westlich der Bundesautobahn 3, östlich von Wallrabenstein.
Die Trasse beschreibt in südlicher Richtung eine Rechtskurve.

## Konstruktion
Die dreifeldrige Brücke weist eine Länge von 132 m auf. Die größte Pfeilerhöhe beträgt 15,5 m. Das Bauwerk trägt eine zwei Meter hohe Schallschutzwand.

## Geschichte

### Planung
Die Querung des Biotops Roter Graben durch eine Brücke ging aus dem im November 1994 abgeschlossenen Raumordnungsverfahren hervor.
Bereits Ende 1995 lag die geplante Länge des Bauwerks bei 132 m. Das Raumordnungsverfahren war zu diesem Zeitpunkt abgeschlossen.

### Bau
Das Bauwerk wurde mittels eines Lehrgerüsts errichtet.
Ende 1997 waren die Fundamente der Widerlager auf einer Seite betoniert und der erste Pfeiler errichtet. Mitte 1998 waren Pfeiler und Widerlager fertiggestellt. Die Brücke sollte dabei als erstes Brückenbauwerk der Neubaustrecke fertiggestellt werden.
Die Brücke wurde als erste von vier Großbrücken im Baulos C der Neubaustrecke fertiggestellt.

### Inbetriebnahme
Die kommerzielle Inbetriebnahme erfolgte Mitte 2002.